# Гемптон Морріс
Гемптон Морріс (англ. Hampton Morris, нар. 17 лютого 2004, Маріетта, Джорджія) — американський важкоатлет, бронзовий призер Олімпійських ігор 2024 року.

## Результати
| Рік                        | Місце                      | Вага             | Ривок            | Ривок            | Ривок            | Ривок            | Поштовх          | Поштовх          | Поштовх          | Поштовх          | Загалом          | Місце            |
| Рік                        | Місце                      | Вага             | 1                | 2                | 3                | Місце            | 1                | 2                | 3                | Місце            | Загалом          | Місце            |
| Олімпійські ігри           | Олімпійські ігри           | Олімпійські ігри | Олімпійські ігри | Олімпійські ігри | Олімпійські ігри | Олімпійські ігри | Олімпійські ігри | Олімпійські ігри | Олімпійські ігри | Олімпійські ігри | Олімпійські ігри | Олімпійські ігри |
| -------------------------- | -------------------------- | ---------------- | ---------------- | ---------------- | ---------------- | ---------------- | ---------------- | ---------------- | ---------------- | ---------------- | ---------------- | ---------------- |
| 2024                       | Париж, Франція             | до 61 кг         | 122              | 125              | 126              | Н/Д              | 168              | 172              | 178              | Н/Д              | 298              | 3                |
| Чемпіонат світу            |                            |                  |                  |                  |                  |                  |                  |                  |                  |                  |                  |                  |
| 2022                       | Богота, Колумбія           | до 61 кг         | 118              | 118              | 124              | 16               | 157              | 163              | 164              | 9                | 275              | 15               |
| 2023                       | Ер-Ріяд, Саудівська Аравія | до 61 кг         | 123              | 123              | 123              | —                | 163              | 168              | 168              | 1                | —                | —                |
| Панамериканський чемпіонат |                            |                  |                  |                  |                  |                  |                  |                  |                  |                  |                  |                  |
| 2021                       | Гуаякіль,Еквадор           | до 61 кг         | 112              | 116              | 117              | 3                | 148              | 151              | 157              | 1                | 268              | 1                |
| 2022                       | Богота, Колумбія           | до 61 кг         | 117              | 117              | 122              | 5                | 153              | 158              | 162              | 1                | 279              | 1                |
| 2023                       | Барілоче, Аргентина        | до 61 кг         | 120              | 123              | 126              | 1                | 158              | 158              | 164              | 1                | 281              | 1                |